# Tanjung Eran (Pendopo)
Tanjung Eran is een bestuurslaag in het regentschap Empat Lawang van de provincie Zuid-Sumatra, Indonesië. Tanjung Eran telt 781 inwoners (volkstelling 2010).